# Wesselsbron
Wesselsbron (Afrikaans, deutsch etwa: „Wessels’ Quelle“) ist eine Stadt in der südafrikanischen Provinz Freistaat. Sie liegt in der Lokalgemeinde Nala im Distrikt Lejweleputswa.

## Geographie
2011 hatte Wesselsbron 1415 Einwohner. Nördlich befindet sich die Townshipsiedlung Monyakeng mit 25.392 Einwohnern. Wesselsbron liegt 48 Kilometer nordwestlich der Stadt Welkom und 32 Kilometer östlich von Hoopstad.

## Geschichte
Der Ort entstand 1920 und wurde 1936 zur Gemeinde erhoben. Er wurde nach einem Kommandeur im Zweiten Burenkrieg, Cornelis J. Wessels, benannt, der die Belagerung von Kimberley durch Buren befehligt hatte.

## Wirtschaft und Verkehr
Haupteinnahmequelle ist die Landwirtschaft, insbesondere der Maisanbau, aber auch der Anbau von Weizen, Sonnenblumen, Erdnüssen und Kartoffeln. Der Getreidesilokomplex des Agrarunternehmens Senwes gilt als der größte der Südhalbkugel und fasst 275.000 Tonnen. Seit 1997 betreibt das Unternehmen Omnia eine Fabrik für Flüssigdünger, die zu den größten Südafrikas gehört. Außerdem gibt es in Wesselsbron einen Schlachthof.
Wesselsbron liegt an der R34, die unter anderem Hoopstad im Westen mit der R30 im Osten verbindet. Die R505 führt nordwestwärts nach Makwassie, die R719 verbindet Bultfontein im Südwesten mit Bothaville im Nordosten.
Auf der Nebenbahn Vierfontein–Bultfontein wird Wesselsbron im Güterverkehr bedient. Der Bahnhof liegt zwischen Wesselsbron und Monyakeng.

## Persönlichkeiten
- Jan C. A. Boeyens (1934–2015), Chemiker, geboren in Wesselsbron

## Sonstiges
Das Wesselsbron-Virus, das zu den Flaviviridae gehört und von Nutztieren auf Menschen übertragbar ist, wurde nach der Stadt benannt.